# Midgee littlei
Midgee littlei är en spindelart som beskrevs av Davies 1995. Midgee littlei ingår i släktet Midgee och familjen mörkerspindlar.
Artens utbredningsområde är Queensland. Inga underarter finns listade i Catalogue of Life.